# Cosmosoma brinkleyi
Cosmosoma brinkleyi är en fjärilsart som beskrevs av Rothschild 1911. Cosmosoma brinkleyi ingår i släktet Cosmosoma och familjen björnspinnare. Inga underarter finns listade i Catalogue of Life.